# Pycnodictya gracilis
Pycnodictya gracilis är en insektsart som beskrevs av Boris Petrovich Uvarov 1936. Pycnodictya gracilis ingår i släktet Pycnodictya och familjen gräshoppor. Inga underarter finns listade i Catalogue of Life.